# Ivan Govar
Ivan Govar (24 de agosto de 1935 – 18 de febrero de 1988) fue un director, guionista y actor teatral y cinematográfico de nacionalidad belga.

## Biografía
Nacido y fallecido en Bruselas, Bélgica, su verdadero nombre era Yvan Govaerts, y fue el director europeo más joven de su época, aunque decidió en varias ocasiones abandonar el cine a causa de haber recibido malas críticas. 
Casado en 1958 con la actriz y antigua Miss Francia Irène Tunc, él intentó suicidarse tras conocer las infidelidades de su esposa. La pareja se divorció en 1964, y Ivan Govar abandonó definitivamente el cine en 1966, a los 31 años de edad.

## Selección de su filmografía
- 1954 : Nous n'irons plus au bois
- 1955 : Le Toubib, médecin du gang
- 1957 : Le Circuit de minuit
- 1959 : Y'en a marre
- 1962 : La Croix des vivants
- 1963 : Un soir, par hasard
- 1965 : Que personne ne sorte
- 1966 : Deux heures à tuer

## Teatro
- 1953 : Pour Lucrèce, de Jean Giraudoux, escenografía de Jean-Louis Barrault, Teatro Marigny
- 1954 : Los Litigantes, de Jean Racine, escenografía de Georges Le Roy, Teatro Marigny
- 1955 : Intermezzo, de Jean Giraudoux, escenografía de Jean-Louis Barrault, Teatro Marigny, Teatro des Célestins